# WWE Road to WrestleMania X8
 (octobre 2019).
Si vous disposez d'ouvrages ou d'articles de référence ou si vous connaissez des sites web de qualité traitant du thème abordé ici, merci de compléter l'article en donnant les références utiles à sa vérifiabilité et en les liant à la section « Notes et références ».
WWE Road to WrestleMania X8 est un jeu vidéo commercialisé sur console portable Game Boy Advance par THQ, basé sur le pay-per-view du même nom propriété de la fédération de catch professionnel World Wrestling Entertainment (WWE). Le jeu expose des graphismes et une jouabilité mieux développé que ces prédécesseurs. Le jeu est précédé par WWF Road to WrestleMania et suivi par WWE Survivor Series.